# 汪直 (成化進士)
汪直（1437年—？），字懋儉，直隸徽州府祁門縣人，軍籍，明朝政治人物。

## 生平
天順六年（1462年）壬午科應天鄉試第四十名舉人，成化二年（1466年）中式丙戌科會試第一百八十一名，三甲第二百五名進士。

## 家族
曾祖汪允紹；祖父汪民政；父汪回顯，惠州府知府。